# Карпунина (деревня)
Карпунина — деревня в Байкаловском районе Свердловской области России. Входит в состав Краснополянского сельского поселения.

## Географическое положение
Деревня Карпунина расположена на правом берегу реки Сараевки, в 18 километрах (в 28 километрах по дорогам) к северу от села Байкалова — районного центра.

## История деревни
Название деревни пошло от русского имени Карпуня, производной формы от имени Карп.
По данным на начало XX века, все сельчане были русскими, православными; основным занятием было земледелие.

## Часовня
В начале XX века в деревня находилась каменная часовня.

## Школа
В 1891 году была открыта церковная школа грамоты.

## Население
| 2002 | 2010 | 2021 |
| ---- | ---- | ---- |
| 13   | ↘8   | ↘5   |

## Инфраструктура
В деревне Карпуниной всего одна улица — Октябрьская.